# Brno-Starý Lískovec
Brno-Starý Lískovec je městská část na jihozápadním okraji statutárního města Brna. Je tvořena městskou čtvrtí Starý Lískovec (německy Alt Leskau), původně samostatnou obcí zvanou Lískovec (německy Leskau), která byla k Brnu připojena v roce 1919. Celková katastrální výměra činí 3,28 km² a je tvořena téměř celým katastrálním územím Starý Lískovec a drobnou částí katastrálního území Nový Lískovec. Samosprávná městská část Brno-Starý Lískovec vznikla 24. listopadu 1990. Žije zde přes 12 000 obyvatel.
Pro účely senátních voleb je území městské části Brno-Starý Lískovec zařazeno do volebního obvodu číslo 59.

## Charakteristika
Obytnou zástavbu městské části Brno-Starý Lískovec tvoří převážně panelové domy postavené na konci 70. let severně a západně od vesnické rodinné zástavby původní obce. Ze zástavby katastrálního území Nový Lískovec sem patří pouze východní část čerpací stanice v Bítešské ulici spolu s víceproudou silnicí v této ulici. Ve čtvrti se nachází také koupaliště a sportovní klub Tatran Starý Lískovec. Kino už v provozu není, v budově jsou nyní sportovní prostory pod správou Dělnické tělovýchovné jednoty, nově je v budově otevřena restaurace.
Do nejsevernější části katastru Starého Lískovce zasahuje areál bohunické nemocnice, včetně centrální výškové budovy Fakultní nemocnice Brno. Západně od ní došlo v letech 2007–2008 k zastavení původně volných ploch. Nejprve zde byla roku 2007 postavena nová budova Moravského zemského archivu, koncem roku 2008 zde pak bylo otevřeno i nové nákupní centrum Campus Square, které však zasahuje i do sousední městské části Brno-Bohunice.
V ulici Elišky Přemyslovny se nachází římskokatolický kostel sv. Jana Nepomuckého, který byl postaven v letech 1923–1925. Kousek pod kostelem, přímo naproti školní budově, se nacházel místní hřbitov, ten byl však v sedmdesátých letech zrušen.

## Doprava
Spojení se zbytkem města zajišťuje Dopravní podnik města Brna prostřednictvím tramvajových linek č. 6 a 7 jedoucích ze smyčky Starý Lískovec do Králova Pole, nádraží / Černých Polí na Zemědělskou, či linky č. 8, která zajišťuje spojení mezi Nemocnicí Bohunice a Líšní, dále pomocí trolejbusové linky č. 25 zajišťující spojení mezi Starým Lískovcem a Líšní. Taktéž přes Starý Lískovec projíždí autobus linky č. 50, který spojuje Komárov s Bystrcí, linky č. 51 jedoucí z Bystrce přes okolní obce k Ústřednímu hřbitovu a linky č. 69 propojující Bosonohy s Bohunicemi, či autobusy zajišťující dopravu mezi Brnem a jeho blízkým venkovem, tedy autobusy č. 401, 402, 403, 404, 405 a 406.
Novinkou je od prosince 2015 expresní autobusová linka E50, jež spojuje Černovickou terasu s nově budovaným sídlištěm Kamechy na rozhraní Bystrce a Žebětína. O rok později vznikla další expresní autobusová linka E56, která zajišťuje spojení mezi Nemocnicí Bohunice a Královým Polem, nádraží. V nočních hodinách je doprava zajištěna nočními autobusovými linkami N91 a N96.
Na jaře 2020 byly zahájeny práce na modernizaci železniční trati do Zastávky u Brna. V rámci ní byla postavena zastávka Brno-Starý Lískovec, která byla zprovozněna 12. prosince 2021. K této zastávce bude později prodloužena trasa trolejbusů ze zastávky Osová.

## Historický přehled

### Pravěk
První doložené osídlení lokality je z mladší doby kamenné. V 70. letech zde byly nalezeny pozůstatky osady kultury s lineární keramikou z let asi 5000 až 4900 př. n. l., které patří k nejrozsáhlejším z tohoto období na území Moravy. Průzkumy ukázaly, že jedna část osady byla oddělená palisádou a další část měla vlastní studnu, což byla na tu dobu složitá stavba. V roce 2020 zde proběhl záchranný archeologický průzkum další části osady, který předcházel vybudování tramvajové trati k Fakultní nemocnici v Brně. Při něm byl nalezen okraj tohoto sídliště a v něm pozůstatky dvou domů a mezi nimi stavební jámy, odkud byla brána hlína pro omítnutí zdí. Dále byly nalezeny sídlištní jámy a jáma zásobní a také rozličné předměty, jako keramické fragmenty, zbytky různých nástrojů nebo zlomky zvířecích kostí. Nalezeny byly i známky požáru domu z proutí a mazaniny.

### Od nejstarších dob do 60. let 20. století
První zmínka o vesnici Lískovci pochází z roku 1314. Ves byla tvořena jádrem současné městské čtvrti, dosud existující původní vesnickou zástavbou v okolí Klobásovy ulice. Roku 1894 pak na severu obce začala vznikat osada Nový Lískovec. Součástí Brna se celá obec Lískovec stala 16. dubna 1919. Součástí jejího katastrálního území o rozloze 4,99 km² byl téměř celý moderní katastr Starého Lískovce, dále většina sousedního moderního katastru Nového Lískovce, západní část moderního katastru Bohunic se západní stranou ulice Humenná, a nepatrné části moderních katastrů Bosonoh a Ostopovic.
Ke katastrálnímu oddělení Nového Lískovce došlo v roce 1960, kdy zároveň zbytek katastru s historickou vsí získal název Starý Lískovec. Nově vzniklé k. ú. Starý Lískovec zahrnovalo vedle téměř celého moderního k. ú. Starý Lískovec i jižní část moderního k. ú. Nový Lískovec, zahrnující především většinu dnešního panelového sídliště Kamenný Vrch a západ moderního k. ú. Bohunice.

### Od 70. let do současnosti
Roku 1972 byla ve Starém Lískovci a Bohunicích zahájena panelová výstavba. Na rozdíl od sousedních Bohunic byla ve Starém Lískovci provedena mnohem citlivěji, protože se nijak nedotkla původní zástavby Starého Lískovce. Přesah bohunické části budovaného sídliště na tehdejší katastr Starého Lískovce se stal důvodem k výrazné změně hranice mezi Bohunicemi a Starým Lískovcem, provedenou koncem 70. let. Návrh změny hranice, byl projednán s odborem Vnitřních věcí Národního výboru města Brna dne 20. prosince 1978. Bylo navrženo, aby nová hranice vstoupila v platnost k 1. dubnu 1979. K Bohunicím ze Starého Lískovce přešlo necelých 14 hektarů, přičemž většinu nové hranice vytvořila téměř celá ulice Osová, respektive východní okraj silnice v této ulici. Rozloha Starého Lískovce se tím zmenšila z 402,9 hektarů na tehdejších 389,1 hektarů a hranice mezi oběma katastry se prodloužila z 1108 metrů na 1326 metrů. Ve stejné době se řešila i výrazná změna hranice mezi Starým a Novým Lískovcem, navržená z důvodu přesahu panelového sídliště Nový Lískovec, budovaného od roku 1975, na sever tehdejšího katastru Starého Lískovce. Bylo navrženo posunout hranici mezi oběma katastry jižním směrem k severnímu okraji silnice v Jihlavské ulici, čímž se měl katastr Nového Lískovce, na úkor Starého Lískovce, výrazně zvětšit z původních necelých 113 hektarů na téměř 166 hektarů a hranice mezi oběma katastry se tím měla zkrátit na 1020 metrů. Dne 11. září 1979 byl tento návrh projednán s odborem Vnitřních věcí Národního města Brna a zástupcem firmy Brnoprojekt. Tento návrh následně projednala a schválila dne 8. listopadu 1979 rada Obvodního národního výboru Brno I. 29. listopadu 1979 byl pak tento návrh schválen i na schůzi rady Národního výboru města Brna. Následně byla celá změna hranice realizována, přičemž k Novému Lískovci přešlo ze Starého Lískovce necelých 53 hektarů.
K dalším změnám katastrálních hranic Starého Lískovce došlo v letech 2002 a 2011. Nejprve k 28. únoru 2002 vstoupila v platnost drobná změna hranice s Novým Lískovcem u severního okraje silnice v Jihlavské ulici, kdy k Novému Lískovci přešlo 23 m², nacházejících se pod jižní částí budovy s novolískoveckým číslem popisným 441. K 17. únoru 2011 pak vstoupila v platnost další změna hranice mezi Starým Lískovcem a Bohunicemi, tentokrát na křižovatce ulic Osová a Jihlavská, kdy ze Starého Lískovce přešlo k Bohunicím 4221 m², zatímco z Bohunic ke Starému Lískovci 3609 m².
K další drobné změně správní hranice městských částí Brno-Nový Lískovec a Brno-Starý Lískovec v roce 2012, kdy okrajová část katastrálního území Nový Lískovec přešla k území městské části Brno-Starý Lískovec, která zase předala do správy městské části Brno-Nový Lískovec malou okrajovou část katastrálního území Starý Lískovec. Součástí katastrálního území Starý Lískovec je od 11. března 2023 též celá budova Centra informatiky Fakultní nemocnice Brno, jehož severní a východní část předtím patřila ke katastrálnímu území Bohunice. Tato změna hranice mezi oběma katastry však neměla vliv na hranici městské části a tak je i nadále dotyčná budova rozdělena mezi městské části Brno-Bohunice a Brno-Starý Lískovec.

## Obyvatelstvo
| Rok  | Počet obyvatel |
| ---- | -------------- |
| 1869 | 507            |
| 1880 | 583            |
| 1890 | 688            |
| 1900 | 863            |
| 1910 | 1 218          |
| 1921 | 2 082          |
| 1930 | 2 022          |
| 1950 | 2 783          |
| 1961 | 1 899          |
| 1970 | 1 511          |
| 1980 | 16 740         |
| 1991 | 15 862         |
| 2001 | 14 220         |
| 2011 | 12 931         |
| 2021 | 12 782         |

## Pamětihodnosti

### Zámeček
Zámeček, budova v Lískovci, nebyl nic jiného než starý panský hospodářský dvůr, který si v Lískovci zřídily starobrněnské cisterciačky a měly na něm vždy své správce panství, k němuž Starý Lískovec patřil. Nebyl to tedy soukromý majetek, tím se stal až po zrušení cisterciáckého kláštera v roce 1782, ale i náboženský fond i následní majitelé v něm vždycky viděli především hospodářské centrum. Také údajný pobyt Elišky Přemyslovny patří spíše do oblasti pověstí, protože není nikde doloženo, že by v Lískovci vůbec pobývala, zvlášť když náležel k panství její největší sokyně, Elišky Rejčky, kterou neměla z duše ráda a vyhýbala se jí. Také s názvem zdejší ulice má tato pověst jen pramálo společného. Eliška Přemyslovna totiž založila klášter dominikánek u sv. Anny v roce 1312 na Pekařské ulici (dnes nemocnice u sv. Anny) a s panstvím Elišky Rejčky neměla nic společného, snad jen to, že tato její konkurentka založila onen klášter cisterciaček r. 1323 o několik desítek metrů níže na Mendlově náměstí a věnovala mu Starý Lískovec s dalším panstvím.

## Sport
V městské části sídlí fotbalový klub TJ Tatran Starý Lískovec založený v roce 1950.

## Osobnosti
- Josef Jiří Kamenický (1910–1981) – malíř a fotograf
- por. Josef Klobás (1914–1943) – československý důstojník a legionář
- Vladimír Krška (1924–1999) – herec
- Bohuslav Dobšík (1921–1998) – entomolog
- Radim Fiala (* 1971) – herec
- Zdeněk Šteffl (1914–2007) – strojní inženýr, rektor Vysoké školy zemědělské v Brně (1976–1985)
- Pavel Podsedník (1932–2018) – politik, primátor Brna (1990)